# Cistierna
Cistierna è un comune spagnolo di 4 108 abitanti situato nella provincia di León, essendo la capitale del suo Partito Giudiziale.

## Toponimo
Il nome Cistierna deriva dalla parola latina cisterna, che anche in lingua leonese indica un serbatoio per la raccolta dell'acqua.

## Geografia
Il comune è attraversato da nord a sud dal fiume Esla. Nella sua orografia si nota il massiccio di Peñacorada con vette la cui altezza varia dai 1600 ai 1835 m s.l.m. Poco più a nord si trovano il Pico Moro (1779 m) e il Pico Cerroso. A sud di Cistierna predomina la pianura che viene sfruttata come zona agricola.

## Storia
Grazie a numerosi reperti trovati in fortificazioni e miniere, si può dedurre che nella protostoria Cistierna si trovasse sul confine tra le popolazioni degli Asturi, dei Cantabri e dei Vaccei.
Nel 25 a. C. i Romani conquistarono la città asture di Lancia (presso l'attuale Villasabariego) e iniziarono la costruzione di una strada seguendo a ritroso il percorso del fiume Esla (chiamato Astura dai Romani) che sale da Mansilla per addentrarsi nelle Asturie. Oltre che per ragioni strategiche, questa via servì per il traffico di minerali come il rame che si estraeva dalle vicine località di Lois e Anciles. In questo periodo si hanno le prime notizie di Cistierna poiché in queste zone si trovavano lavatoi per separare le materie terrose e le sabbie più leggere dal minerale.
Nel Medio Evo, vengono costruiti molti monasteri nei dintorni di Cistierna, la maggior parte dei quali oggi è scomparsa. Il più conosciuto tra quelli rimasti è quello di San Guillermo de Peñacorada, sulle falde del monte Peñacorada.
Agli inizi del XIX secolo, Cistierna diventa sede del comune che fino ad allora era nella vicina Modino.
Dal 1892 inizia lo sfruttamento delle miniere di carbone da parte della società Hulleras de Sabero y Anexas e per il trasporto viene realizzata la linea ferroviaria La Robla-Valmaseda che vedrà Cistierna come una delle stazioni principali. Cistierna entra così nel suo momento di auge, fino al 1991, data in cui la Hulleras de Sabero chiude le sue miniere e getta Cistierna in una profonda crisi.
Il 3 luglio del 2008, nella vicina località di Sabero, viene inaugurato il Museo de la siderurgia y la minería de Castilla y León, che potrebbe essere un volano per la ripartenza economica della comarca.

## Geografia antropica

### Suddivisioni amministrative
Oltre a Cistierna stessa, il comune comprende 10 frazioni sparse in tre località:
- La Montaña Norte: Ocejo de la Peña, Fuentes de Peñacorada e Santa Olaja de la Varga
- La Ribera: Sorriba, Vidanes, Modino, Pesquera e Santibáñez de Rueda
- La Montaña Sur: Valmartino e Quintana de la Peña (disabitato)